# Lacordairia
Lacordairia is een geslacht van kevers uit de familie van de loopkevers (Carabidae). De wetenschappelijke naam van het geslacht is voor het eerst geldig gepubliceerd in 1867 door Castelnau.

## Soorten
Het geslacht Lacordairia omvat de volgende soorten:
- Lacordairia anchomenoides Castelnau, 1867
- Lacordairia angustata Castelnau, 1867
- Lacordairia argutoroides Castelnau, 1867
- Lacordairia calathoides Castelnau, 1867
- Lacordairia cychroides Castelnau, 1867
- Lacordairia elongata Moore, 1992
- Lacordairia erichsoni Castelnau, 1867
- Lacordairia fugax (Olliff, 1889)
- Lacordairia insulicola Moore, 1985
- Lacordairia proxima Castelnau, 1867
- Lacordairia taylori Moore, 1992
- Lacordairia terrena Olliff, 1885